# Jeleznogorsk-Ilimski
Jeleznogorsk-Ilimski (en rus Железногорск-Илимский) és una ciutat de l'óblast d'Irkutsk, a Rússia. Es troba a 16 km del riu Ilim, a 474 km al nord d'Irkutsk.